# Male ženske
Male ženske je roman ameriške pisateljice Louise May Alcott, ki je izšel leta 1868 (Little Women: Meg, Jo, Beth and Amy). Pisateljica ga je naknadno spojila z nadaljevanjem, ki je  izšlo leta 1869 in ima naslov Dobre ženske (Good Women). V kasnejših prevodih, zlasti v neameriškem prostoru in specifično tudi v Sloveniji, je delitev romana na dva dela (Male ženske in Dobre ženske) še vedno prisotna. 

## Uspeh in razširjenost
Male ženske je mladinski roman, po katerem so generacije deklet segale od samega izida do danes in ki torej sodi med najpopularnejša mladinska dela nasploh (najdemo ga tudi na seznamu temeljnih 100 del ameriške književnosti). Med 19. in 20. stoletjem je razširjenosti romana botrovalo vzgojno jedro, saj je mladim bralkam posredoval življenjska vodila in moralne vzore, kasneje pa je bil priljubljen zlasti zaradi prijetno zasnovane zgodbe in učinkovitega prikaza junakinj, ki nastopajo v njem. Delo je doživelo več filmskih transpozicij, med katerimi sta najslavnejši tisti, v katerih med glavnimi vlogami nastopata Katharine Hepburn (1933 - igra Jo) oziroma Elizabeth Taylor (1949 - igra Amy); zadnja filmska transpozicija je iz leta 2019 (v režiji Grete Gerwig). 

## Vsebina
V romanu srečamo družino March, ki živi v malem mestu v ameriški zvezni državi Nova Anglija v času secesijske vojne. Družinski člani so velikodušni oče, požrtvovalna mati in štiri hčere: 16-letna Meg (Margaret), 15-letna Jo (Josephine), 13-letna Beth (Elizabeth) in najmlajša, 12-letna Amy. Blagostanje in mirno življenje razburkata najprej finančni zlom (kot izvemo iz predzgodbe, je oče izgubil premoženje, ker je posodil denar prijatelju v stiski), nato očetov odhod v vojno. Roman se začne z opisom skromnega prazovanja božiča, ki pa družinice ne potre. Mati hrabri hčere in jih spodbuja, naj v stiski pomagajo tistim, ki trpijo pomanjkanje še bolj od njih; hoče jih namreč vzgojiti v odgovorne, ljubeče in družbi koristne osebnosti. Dekleta se trudijo po svojih močeh: izvemo namreč, da je Jo spremljevalka ostarele bogate, a sitne tete; Meg je domača učiteljica; Amy še obiskuje šolo in občasno opravlja gospodinjska dela; Beth ima kot edino skrb, da so vsi srečni in preskrbljeni. Sestre se prebijajo skozi življenje, ki jim nudi veliko lepega (družinsko toplino, navezanost med sestrami, pomoč in razumevanje sosedov, zlasti starega gospoda Laurenceja in njegovega vnuka Laurieja), vendar tudi veliko preizkušenj (sramovanje in čut manjvrednosti zaradi revščine, izključenost iz družbe premožnejših, pomanjkanje, bolezen Amy in Beth, nesporazumi med sestrami). Roman se srečno zaključi točno leto kasneje, na božič: oče se ranjen vrne domov, Meg zasnubi John Brook, domači učitelj pri Laurencejevih, Jo doživlja prvo ljubezen z Lauriejem, Beth preboli hudo bolezen, Amy postane bolj delavna, strpnejša in odraslejša.

## Pripovedne strategije
V romanu opazimo precej avtobiografskih prvin (štiri sestre, finančna stiska, zgodnja zaposlitev, navezanost in nasprotovanja med sestrami). Sam naslov se navezuje na delikaten prehod iz otroštva v zrelo obdobje, ko dekleta niso več niti otroci niti odrasle - so torej mlade oziroma "male" ženske. Njihov opis je poglobljen in učinkovit, saj je avtorica ustvarila štiri paradigmatične značaje - vsaka bralka se lahko poistoveti z enim izmed njih in se tako vživi v zgodbo. Meg je med sestrami najlepša, ima svetlo polt in krasno postavo; svoje prikupnosti se zaveda in želi izstopati v družbi, zato je med sestrami tista, ki najbolj trpi zaradi revščine. Jo je visoka in prava možača, ne zna se obnašati ženstveno in njen edini okras so lasje, ki jih naposled žrtvuje, da zasluži denar za ranjenega očeta. Beth je tako plaha, da si ne upa niti obiskovati šole; njena edina želja je, da bi bili vsi družinski člani srečni. Najmlajša Amy je družinska razvajenka, v šoli pogosto kaj ušpiči, ker pa jo učitelj neprimerno kaznuje, jo mati izpiše. Štiri dekleta obenem utelešajo kreposti in značajske pomanjkljivosti, ki se jih trudijo v razvoju romana preseči: Meg lepoto in domišljavost, Jo radodarnost in divjost, Beth srčno dobroto in plahost, Amy otroško radoživost in lenobo. Za vsako je nadalje značilna ključna vrlina oziroma talent, saj je Meg zelo ženstvena, Jo je nadarjena za pisanje, Beth za glasbo in Amy za risanje.
Pripovedovanje je napeto, sledijo si zabavne dogodivščine, začinjene z drobcem humorja, tragični zapleti in čustveno obarvani opisi, tako da se bralec nikoli ne dolgočasi. Po drugi strani pa je kot hibo dela potrebno omeniti stalno prisotno moralno primes, ki je očitno odsev naivnega sentimentalizma puritanske Amerike iz srede 19. stoletja in ki bi lahko na današnjega bralca delovala odbijajoče. Pogosto moraliziranje, češ da je potrebno se žrtvovati, se brzdati, se pokoravati starejšim, gojiti skromnost, se posvečati branju vzgojnih besedil, se truditi za značajsko poboljšanje, odpuščati, se kesati napak, ne izgubljati dragocenega časa, se obnašati ponižno in spodobno, se sprijazniti z usodo, biti ustrežljive, krotke, ubogljive, potrpežljive in pohlevne itd., je današnji vzgoji tuje, in če bi Male ženske nastale danes, bi avtorica za svoje junakinje verjetno imela drugačne nasvete in jim kazala pot k drugačnim idealitetam. Težko bi se strinjali npr. tudi s prepričanjem, ki ga izreče gospa March (mati), da je "najlepša stvar, ki jo lahko ženska doživi, da si jo izbere dober mož, ki jo ima rad". Čeprav je bila Alcottova feministka in je Jo, ki je njen alter ego v romanu, zelo samostojna osebnost, pisateljica očitno ni mogla ali ni hotela preseči tradicionalne vizije ženske, katere popolna sreča je uresničljiva samo v varnem zavetju moža in družine - pa čeprav je ta ženska značajsko nezlomljiva, nadarjena in ekonomsko neodvisna. Je pa tudi res, da je Alcott ostala samska, da je izjavila, da je sicer bogastvo zaželeno, sama pa daje prednost svobodi in neodvisnosti, in nenazadnje da Malih žensk ni nameravala napisati in je to storila, v desetih tednih, šele pod založnikovim pritiskom, rekoč, da je tako pisanje "moralni šund za mladino" (moral pap for the young, ).

## Slovenski prevodi
Male ženske so bile v slovenščino prevedene večkrat, vendar šele od konca 20. stoletja - prvi prevod je namreč izšel ob 100-letnici avtoričine smrti.
- Štiri sestre in Dekleta, prev. iz srbohrvaščine, prev. Blaž Telban in Marjeta Smole, 1988, Sarajevo: Oslobođenje
- Male ženske, prev. Saša Cigale, 1994 in 1999, Ljubljana: Karantanija
- Male ženske, prev. Maja Kraigher, 2011, Murska Sobota: Pomurska založba
- Čas deklištva, prev. Saša Cigale, 2016, Ljubljana: Karantanija
- Male ženske, prevod iz italijanščine, prev. Mojca Mihelič, 2016, Ljubljana: Grahovac
- Male ženske, prevod dela Mujericitas, slikanica, prev. Mojca Mihelič, 2017, Ljubljana: Grahovac

V slovenskem prevodu so istočasno izhajali tudi ostali trije deli tetralogije (Dobre ženske, Mali možje in Vsi Jojini fantje). 

## Dramatizacija
Za dramatizacijo Malih žensk, ki pa ni bila objavljena in ima naslov Male dame, je zaslužna Lučka Peterlin Susič. Z mladinsko dramsko skupino Slovenskega kulturnega kluba v Trstu je delo postavila na oder leta 1997 in leta 2007.